# Rollback
Rollback, česky vrácení zpět, je operace, která v databázových technologiích vrací databázi do nějakého předchozího stavu. Operace rollback je velmi důležitá pro zachování datové integrity.
Rollback umožňuje v případě chyby zpracování vrátit databázi do stavu před zahájením série změn, které vedly k narušení datové integrity. Rollback se používá při transakčním zpracování v případě, že se transakce nepodařila dokončit a je třeba uvést data zpět do konzistentního stavu.
V jazyce SQL se používá příkaz ROLLBACK, který vrátí zpět všechny změny v datech až do okamžiku, kdy byl zadán poslední příkaz BEGIN WORK, nebo START TRANSACTION.